# Сквозь ледяную мглу
«Сквозь ледяную мглу» — советский чёрно-белый телевизионный фильм 1965 года режиссёров Аркадия Кольцатого и Льва Рудника, снятый на киностудии Мосфильм.
Фильм снят по мотивам рассказов Зои Воскресенской.
Премьера телефильма состоялась 6 ноября 1965 года. В СССР фильм посмотрели 2 300 000 зрителей.

## Сюжет
Действие фильма охватывает период пребывания В. И. Ленина в Финляндии в 1906—1907 годах. Повествует о суровых днях первой русской революции.

## В ролях
- Юрий Каюров — Владимир Ильич Ленин
- Людмила Охотникова — Надежда Константиновна Крупская
- Афанасий Кочетков — Алексей Максимович Горький
- Николай Сморчков — Михаил Иванович Калинин
- Олег Голубицкий — Смирнов
- Глеб Стриженов — товарищ Константин
- Борис Кордунов — Леонид Борисович Красин
- Николай Граббе — рыбак
- Генриетта Егорова — Елена Дмитриевна Стасова
- Игорь Горбачёв — Огородников
- Валентина Беляева — Анни
- Лидия Драновская — Санни
- Александра Панова — Евгения Карловна, мать Смирнова
- Константин Тыртов — Борг
- Свен Бьёркегрен — Вильхо, сын рыбака
- Валентин Кулик — Карлсон
- Пётр Любешкин — Ефим Петрович
- Александр Смирнов — Герасимов
- Владимир Емельянов — шеф полиции
- Марианна Стриженова — Софья Владимировна Панина, графиня
- А. Баранов — Федор Дан
- Николай Бармин — жандарм
- Валентин Брылеев — агент охранки
- Елена Вольская — Эльза, жена рыбака
- Виктор Колпаков — Аалто, констебль
- Константин Зорин — эпизод (нет в титрах)

## Съёмочная группа
- Автор сценария — Дмитрий Василиу
- Режиссёры — Аркадий Кольцатый и  Лев Рудник
- Оператор — Аркадий Кольцатый
- Композитор —
- Художник — Михаил Карташов, Леонид Платов

## Награды
- 1965 – Первая премия в категории художественных фильмов на Международном фестивале телевизионных фильмов в Александрии (Египет).